# Blood and Bullets
| Recensione | Giudizio |
| ---------- | -------- |
| AllMusic   |          |

Blood and Bullets è il primo album del gruppo musicale Widowmaker, pubblicato nel 1992, due anni dopo la fondazione della band ad opera del cantante Dee Snider.
Numerose canzoni dell'album erano state già incise da Dee Snider con il suo precedente gruppo, i Desperado, ma solo l'arrivo di un chitarrista di fama come Al Pitrelli convinse la casa discografica a pubblicare questo lavoro che rappresenta la naturale evoluzione del sound dei Twisted Sister dell'album Love Is for Suckers.

## Tracce
1. Emaheevul – 3:20
2. The Widowmaker – 5:08
3. Evil – 3:05
4. The Lonely Ones – 4:59
5. Reason to Kill – 5:34
6. Snot Nose Kid – 4:07
7. Blood and Bullets – 3:16
8. Gone Bad – 3:19
9. Blue for You – 6:17
10. You're a Heartbreaker – 3:21
11. Calling for You – 4:47
12. We Are the Dead – 3:47

Bonus track edizione giapponese
1. Easy Action

## Formazione
- Dee Snider - voce
- Al Pitrelli - chitarra
- Marc Russel - basso
- Joey "Seven" Franco - batteria

### Partecipazioni
- Tony Harnell, Joe Lynn Turner, Bruno Revell, Steve West - cori
- Rich Tancredi - tastiere